# Serra de la Talaia
La Serra de la Talaia és una serra situada al municipi de Tivissa, a la comarca de la Ribera d'Ebre, amb una elevació màxima de 422 metres.